# Skjåk
Skjåk ist eine Kommune im norwegischen Fylke Innlandet. Die Kommune hat 2179 Einwohner (Stand: 1. Januar 2025). Verwaltungssitz ist die Ortschaft Bismo.

## Geografie

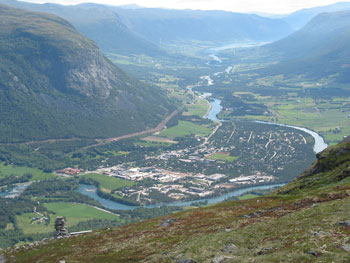
Luftbild von Bismo und der Otta

Skjåk liegt im Nordwesten des Fylkes Innlandet. Die Kommune grenzt an Fjord und Rauma im Norden, Lesja im Nordosten, Lom im Südosten, Luster im Südwesten sowie Stryn und Stranda im Westen. Die Grenze zu Luster ist zugleich die Grenze zwischen den Fylkern Innlandet und Vestland. Die Kommunen Fjord und Rauma liegen im Nachbarfylke Møre og Romsdal. Von Nordwesten Richtung Nordosten zieht sich das Tal Ottadalen mit dem Fluss Otta durch die Kommune Skjåk. Nahe der Grenze zu Lom mündet der Fluss in den See Vågåvatnet. Kurz vor der Mündung liegt der Ort Bismo am Ufer des Flusses. Verglichen mit den Seitentälern ist das Haupttal Ottadalen weit und mit weniger steil ansteigenden Seiten. Die Gesamtfläche der Kommune beträgt 2.075,51 km², wobei Binnengewässer zusammen 108,85 km² ausmachen.
Die Kommune ist von hohen und weitgehend unbewohnten Berggebieten geprägt. Mehrere Berge erreichen Höhen von über 2000 moh. Die Erhebung Nørdre Hestbreapiggen auf der Grenze zu Lom stellt mit einer Höhe von 2172,14 moh. den höchsten Punkt der Kommune Skjåk dar. Der Süden der Kommune geht in den Breheimen-Nationalpark (Breheimen nasjonalpark) ein. Der Norden Skjåks gehört teilweise zum Reinheimen-Nationalpark (Reinheimen nasjonalpark). Zudem steht unter anderem auch das Hautpttal der Kommune in Teilen unter besonderem Schutz. Es geht in das Schutzgebiet Ottadalen landskapsvernområde ein.
Die Kommune liegt auf der Leeseite des Gebirges und gehört zu den niederschlagsärmsten Kommunen des Landes.

## Einwohner
Die Einwohner der Kommune leben zu einem sehr hohen Anteil im Haupttal der Kommune. Die Einwohnerzahl begann in den 1980er-Jahren zurückzugehen. Bismo ist der einzige sogenannte Tettsted, also die einzige Ansiedlung, die für statistische Zwecke als eine städtische Siedlung gewertet wird. Zum 1. Januar 2024 lebten dort 631 Einwohner. Im Nordwesten der Kommune liegt der kleinere Ort Grotli.
Die Einwohner der Gemeinde werden Skjåkvær genannt. Offizielle Schriftsprache ist, wie in nur wenigen Kommunen in Innlandet, Nynorsk, die weniger weit verbreitete der beiden norwegischen Sprachformen.
| Jahr          | 1986 | 1990 | 1995 | 2000 | 2005 | 2010 | 2015 | 2020 | 2025 |
| ------------- | ---- | ---- | ---- | ---- | ---- | ---- | ---- | ---- | ---- |
| Einwohnerzahl | 2688 | 2612 | 2494 | 2386 | 2394 | 2265 | 2245 | 2197 | 2179 |

## Geschichte
Die Kommune Skjåk entstand unter dem Namen Skiaker, als sie zum 1. Januar 1866 von Lom abgetrennt wurde. Skjåk hatte bei seiner Gründung 2691 Einwohner, Lom verblieb mit 3299 Einwohnern. Bis zum 31. Dezember 2019 gehörte Skjåk der damaligen Provinz Oppland an. Sie ging im Zuge der Regionalreform in Norwegen in die zum 1. Januar 2020 neu geschaffene Provinz Innlandet über.
Die Skjåk kyrkje ist eine Holzkirche aus dem Jahr 1752. Sie hat einen kreuzförmigen Grundriss. Die Nordberg kyrkje ist ebenfalls eine Holzkirche. Sie hat einen achteckigen Grundriss und wurde 1864 fertiggestellt.

## Wirtschaft und Infrastruktur

### Verkehr

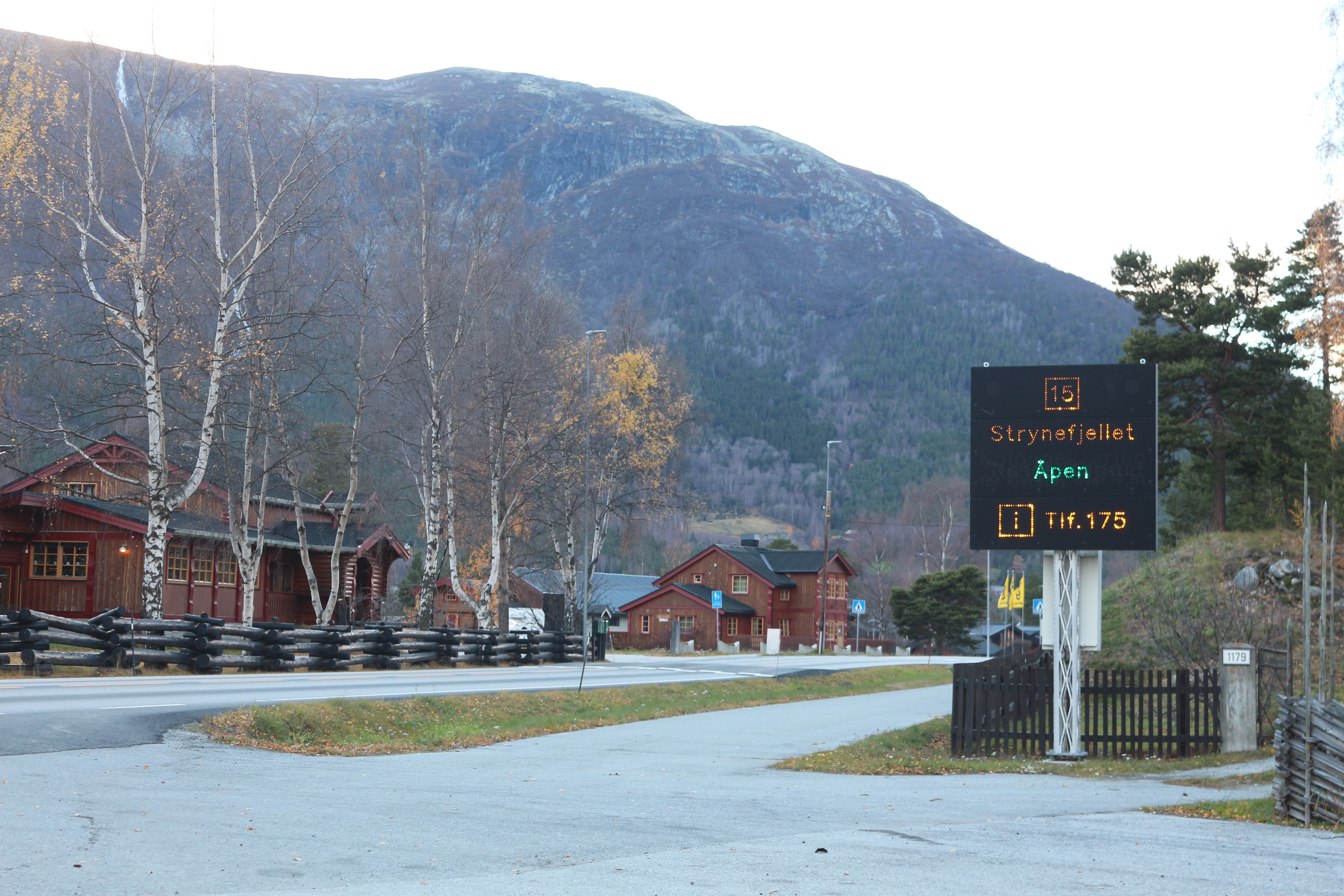
Riksvei 15 in Bismo

Durch das Haupttal der Kommune zieht sich der Riksvei 15. Der Riksvei verbindet die weiter östlich durch Innlandet verlaufende Europastraße 6 (E6) mit der weiter westlich entlang der norwegischen Westküste verlaufenden Europastraße 39 (E39). An der Westgrenze der Kommune verläuft die Straße durch den Oppljostunnel. Der Straßenabschnitt mit dem Straßentunnel ersetzt die alte Verbindung, die heute unter dem Namen Gamle Strynefjellsvegen (deutsch Alte Strynefjell-Straße) zu den norwegischen Landschaftsrouten zählt.

### Wirtschaft
Wichtige Einnahmequellen für die Kommune sind die Landwirtschaft und der Tourismus. Sowohl auf dem Riksvei 15 als auch auf dem Gamle Strynefjellsvegen verkehren viele Touristen. Im Bereich der Landwirtschaft ist die Rinderhaltung typisch, aber auch die Schweinezucht ist verbreitet. Aufgrund der geringen jährlichen Niederschlagsmengen sind die Landwirte der Region auf ein Bewässerungssystem angewiesen. Ursprünglich wurden dazu Holzrinnen genutzt, um Wasser aus den Gebirgsbächen umzuleiten. Mit der Zeit wurde das System auf Rohre umgestellt. Von Bedeutung ist zudem die Forstwirtschaft und die Holzverarbeitung. In Sjåk befinden sich mehrere Wasserkraftwerke. Das größte ist das Kraftwerk Øyberget, das 2005 in Betrieb genommen wurde. Bis 2010 hatte es eine mittlere Jahresproduktion von rund 377 GWh. Am Kraftwerk wird eine Fallhöhe von knapp 150 Metern ausgenutzt. Über 320 Meter werden am ebenfalls 2005 in Betrieb genommenen Wasserkraftwerk Framruste genutzt. Dort lag die jährliche Durchschnittsproduktion bis 2010 bei knapp 304 GWh. Das dritte Kraftwerk trägt den Namen Skjåk I und wird seit 1965 betrieben. Zwischen 1981 und 2010 lag bei dem eine etwa 680 Meter Fallhöhe nutzenden Wasserkraftwerk eine jährliche Durchschnittsproduktion von zirka 112 GWh vor. Im Jahr 2021 arbeiteten von rund 1100 Arbeitstätigen 820 in Skjåk selbst, über 100 waren in der Nachbarkommune Lom tätig. Der Rest verteilte sich auf Kommunen wie Sel und Lillehammer.

## Name und Wappen
Das seit 1989 offizielle Wappen der Kommune zeigt vier silberne Blätter auf blauem Hintergrund. Es soll ein Akanthuswerk darstellen, das häufig in Schnitzereien als Ornament vorkommt. Die altnordischen Namen Skjåks waren Skíðakr bzw. Skeiðakr, welche beide im 14. Jahrhundert verwendet worden waren. Der erste Namensbestandteil hat vermutlich seinen Ursprung im Wort skeið. Der Bestandteil åker steht für „Feld“ oder „Acker“.

## Sonstiges
Der Ort Skjåk ist Handlungsort der norwegischen Jugendserie Trio.